# مارینا بی سندز
مارینا بی سندز یک تفرجگاه یکپارچه در مقابل خلیج مارینا در سنگاپور است که متعلق به شرکت لاس وگاس سندز است. در افتتاحیه آن در سال 2010، به‌عنوان گران‌ترین دارایی کازینوی مستقل جهان با قیمت 8 میلیارد دلار سنگاپور (6.88 میلیارد دلار آمریکا)، با احتساب هزینه زمین، ثبت شد.[2][3]
این استراحتگاه شامل یک هتل با 2561 اتاق، یک مرکز نمایشگاهی به وسعت 120000 متر مربع (1300000 فوت مربع)، 74000 متر مربع (800000 فوت مربع) و موزه فروشگاه‌های بزرگ در خلیج مارینا است. 
رستوران های "سرآشپز مشهور"، دو غرفه کریستالی شناور، نمایشگاه های هنر-علم، و بزرگترین کازینو آتریوم جهان با 500 میز و 1600 دستگاه است. 
این مجموعه شامل سه برج است که در بالای آن یک SkyPark به طول 340 متر (1120 فوت) با ظرفیت 3902 نفر و یک استخر شنای بینهایت 150 متری (490 فوت) قرار دارد که بر روی بزرگترین سکوی عمومی کنسولی جهان قرار گرفته است. 
برج شمالی 66.5 متر (218 فوت).[4][5] استراحتگاه 20 هکتاری توسط معماران موشه صفدی طراحی شده است.

## نگارخانه

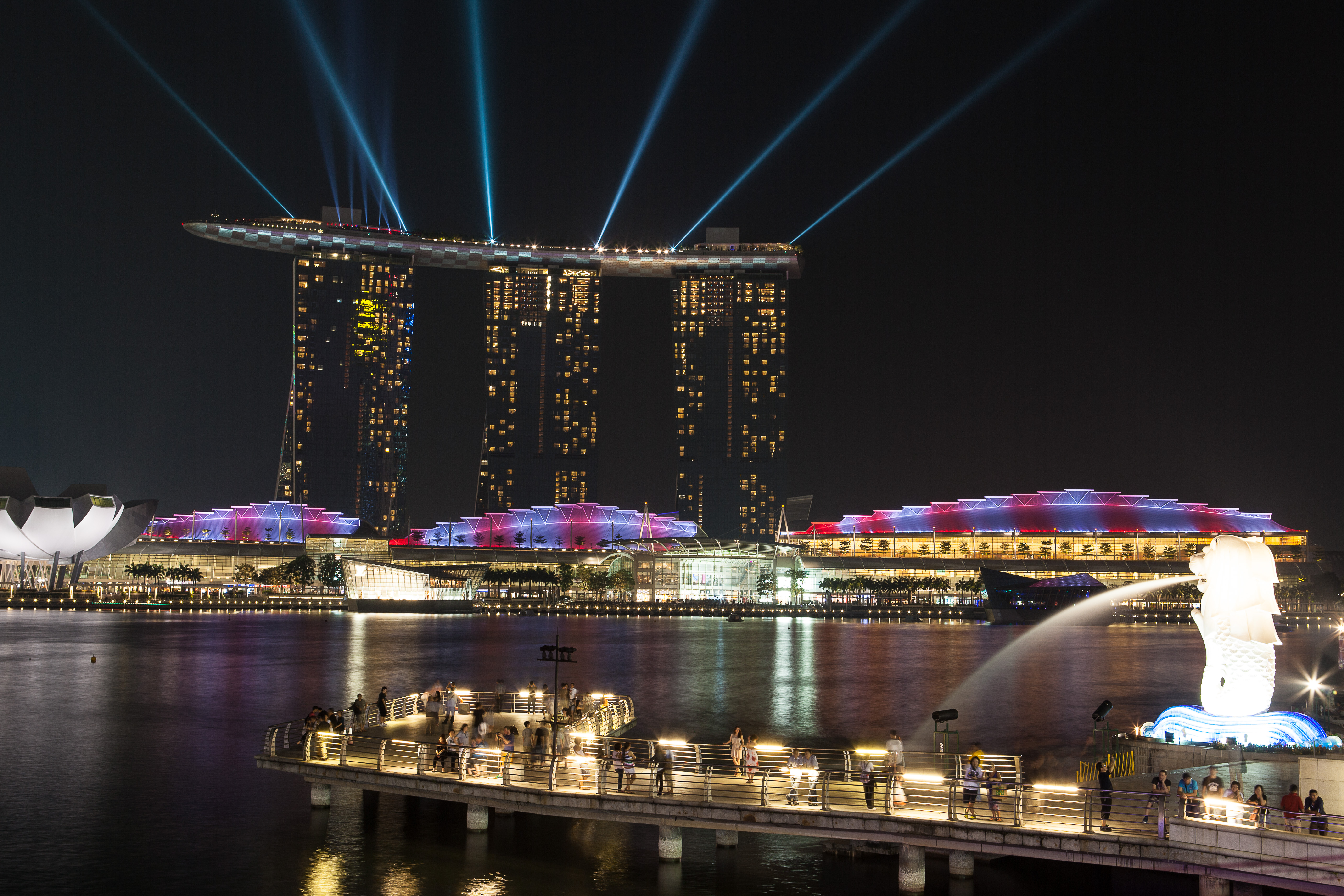
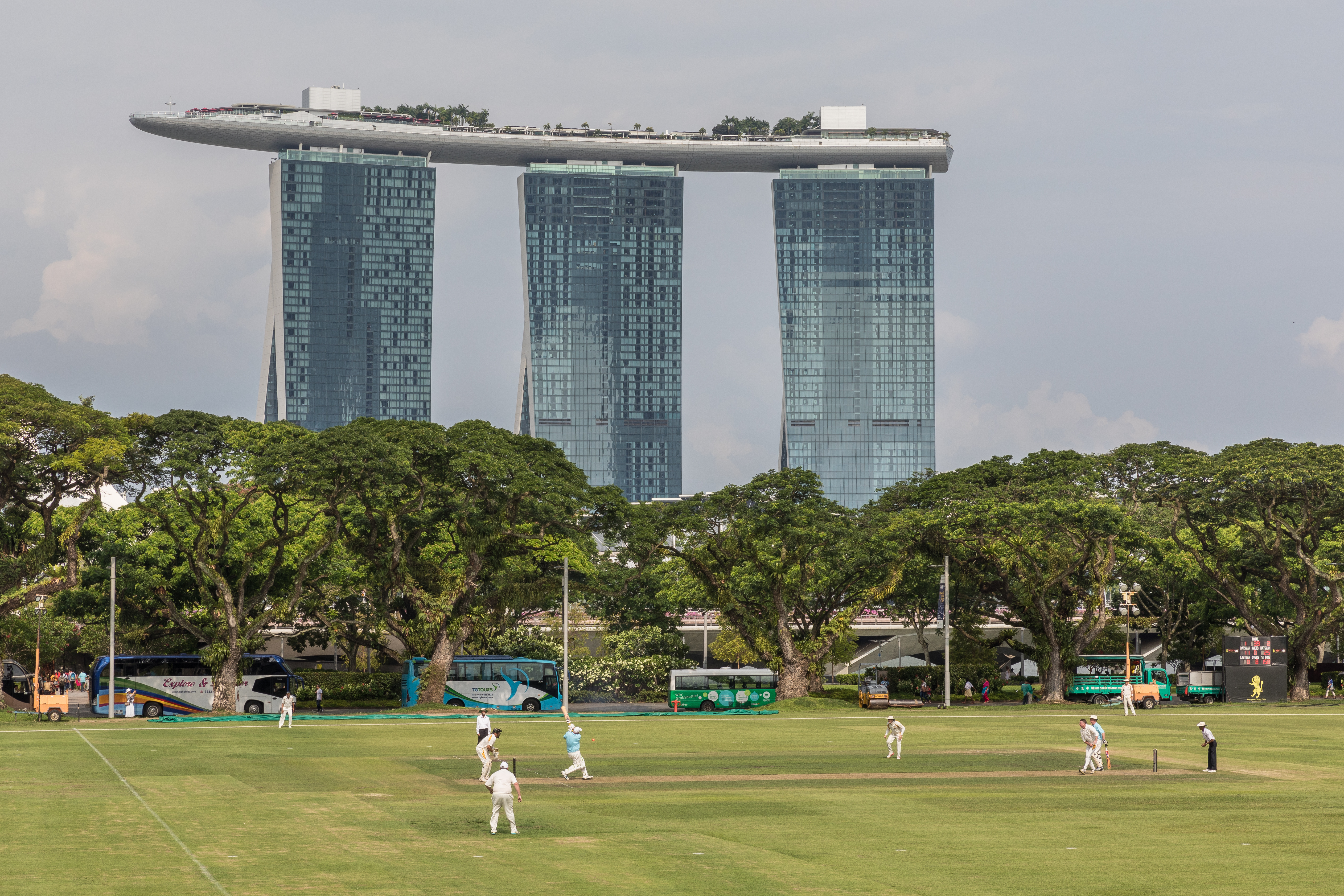